# Deuterocohnia
Deuterocohnia (nombrado por Ferdinand Julius Cohn, botánico y bacteriólogo germano) es un género de plantas con flores de la familia Bromeliaceae, subfamilia Pitcairnioideae.  Las plantas anteriormente se clasificaban en Abromeitiella cambiando a Deuterocohnia siguiendo modernos estudios de ADN.
Es originario de Brasil extendiéndose hasta Bolivia y norte de Chile. Comprende 21 especies descritas y de estas, solo 18 aceptadas.

## Taxonomía
El género fue descrito por Carl Christian Mez y publicado en Flora Brasiliensis 3(3): 430, 506. 1894. La especie tipo es: Deuterocohnia longipetala (Baker) Mez
Etimología
Deuterocohnia; nombre genérico que fue otorgado en honor de Ferdinand Julius Cohn, botánico y bacteriólogo alemán.

## Especies aceptadas
A continuación se brinda un listado de las especies del género Deuterocohnia aceptadas hasta octubre de 2013, ordenadas alfabéticamente. Para cada una se indica el nombre binomial seguido del autor, abreviado según las convenciones y usos.
- Deuterocohnia bracteosa W.Till & L.Hromadnik
- Deuterocohnia brevifolia (Grisebach) M.A.Spencer & L.B.Smith
- Deuterocohnia brevispicata Rauh & L.Hromadnik
- Deuterocohnia chrysantha (Philippi) Mez
- Deuterocohnia digitata L.B.Smith
- Deuterocohnia gableana R.Vásquez & P.L.Ibisch
- Deuterocohnia glandulosa E.Gross
- Deuterocohnia haumanii A.Castellanos
- Deuterocohnia longipetala (Baker) Mez
- Deuterocohnia lorentziana (Mez) M.A.Spencer & L.B.Smith
- Deuterocohnia lotteae (Rauh) M.A.Spencer & L.B.Smith
- Deuterocohnia meziana Kuntze ex Mez:
  - Deuterocohnia meziana var. carmineoviridiflora Rauh
  - Deuterocohnia meziana var. meziana Kuntze ex Mez
- Deuterocohnia recurvipetala E.Gross
- Deuterocohnia scapigera (Rauh & L.Hromadnik) M.A.Spencer & L.B.Smith:
  - Deuterocohnia scapigera subsp. sanctae-crucis R.Vásquez & P.L.Ibisch
  - Deuterocohnia scapigera subsp. scapigera (Rauh & L.Hromadnik) M.A.Spencer & L.B.Smith
- Deuterocohnia schreiteri A.Castellanos
- Deuterocohnia seramisiana R.Vásquez, P.L.Ibisch & E.Gross
- Deuterocohnia strobilifera Mez:
  - Deuterocohnia strobilifera var. inermis L.B.Smith
  - Deuterocohnia strobilifera var. strobilifera Mez